# جنيه إسترليني
الجنيه الإسترليني (بالإنجليزية: Pound Sterling) (علامتها: £؛ رمز الأيزو: GBP) ويطلق عليه اسم الباوند (بالإنجليزية: Pound) للتسهيل، هي العملة المتداولة في المملكة المتحدة وتوابعها من جزيرة مان وجزر القنال الإنجليزي وأقاليم ما وراء البحار البريطانية من جورجيا الجنوبية وجزر ساندويتش الجنوبية والمقاطعة البريطانية بالقارة القطبية الجنوبية وتريستان دا كونا. وتنقسم إلى مئة بنس (بالإنجليزية: Pence) (مفردها بني (بالإنجليزية: Penny))، وهو يختلف عن عملة (الجنيه القديم) التي كانت مستخدمة جنبًا إلى جنب مع الباوند منذ قرون.
تصدر كلا من جزر القنال وجزيرة مان نسخة محلية خاصة للباوند؛ وتسمى جنيه مانكس وجنيه جيرزي وجنيه غيرنسي، ويستخدم الجنيه الإسترليني أيضا في جبل طارق (جنبا إلى جنب مع جنيه جبل طارق)، وجزر فوكلاند (جنبا إلى جنب مع جنيه جزر فوكلاند) بالإضافة إلى جزيرة سانت هيلينا، وجزيرة أسينشين (جنبا إلى جنب مع جنيه سانت هيليني). وعملات كل من جبل طارق وجزر الفوكلاند وسنت هيليني هي عملات منفصلة ولكنها تعادل لسعر الجنيه الاسترليني.
يعتبر الإسترليني ثالث أكبر احتياطي العملة في العالم بعد الدولار الأمريكي واليورو. وهو رابع العملات الأكثر تداولًا في سوق الصرف الأجنبي المسمى فوركس بعد الدولار الأمريكي واليورو والين الياباني.

## تسمية

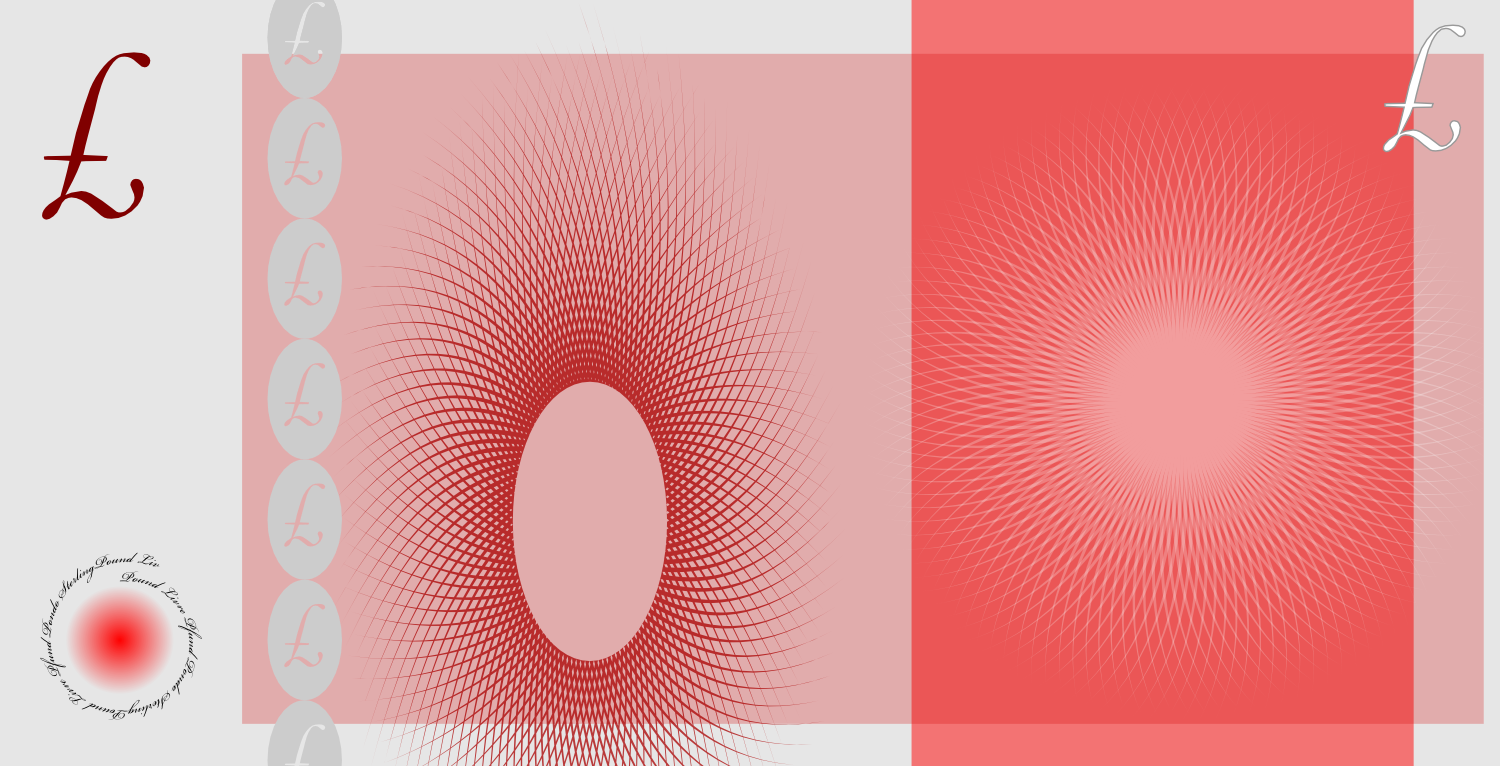
ورقة نقدية جنيه إسترليني عامة

الاسم الرسمي لتلك العملة هو: الجنيه الإستراليني (بالإنجليزية: Pound Sterling) ويستخدم بشكل أساسي في السياقات الرسمية، وكذلك عند التمييز بين عملة المملكة المتحدة عن باقي العملات الأخرى التي تحمل نفس الاسم. أما بالشكل العام فيطلق عليه مصطلح الباوند، ويطلق عليه أحيانا مصطلح إسترليني بالأسواق المالية كاسم وليس كقيمة عددية، كأن يقال: «تم قبول دفع المبلغ بالإسترليني» ولا يقال: «المبلغ هو عشرة استرليني». ويستخدم أيضا مصطلح الجنيه البريطاني أو الإنجليزي (بالإنجليزية: British Pound) وبشكل رسمي وإن كان أقل من سابقه، وإن كان ليس الاسم الرسمي للعملة. ويطلق عليه بالعامية اسم كويد أو (Quid).
لا يعرف بالضبط أصل كلمة جنيه استرليني، فيقال أن تسمية استرليني (بالإنجليزية: Sterling) تعود إلى العصور الأنجلوسكسونية عندما كان يطلق على النقود اسم استرلين Sterlings وكانت تصك من الفضة وكان وزن 240 من هذه الاسترلينات يعادل باوند واحد، حيث كانت الكميات الكبيرة من النقود تدفع باستخدام باوند من الاسترلينغات "pounds of sterlings". تقول مصادر أخرى منها قاموس أكسفورد أن استرلينغ كانت بنساً فضياً استخدمت في بريطانيا في عهد النورمان حوالي عام 1300.
إشارة العملة هي إشارة الجنيه، كانت بالأصل ₤ بخطين بالعرض، أما الآن فيستخدم £ بخط واحد بالعرض – هذا هو الأسلوب المستخدم في العملة الورقية للإسترليني. فإشارة الإسترليني مستمدة من حرف "L" المختصر من الكلمة الرومانية (بالإنجليزية: Librae) وهي وحدة £sd وتشير إلى (Librae, Solidi, Denarii) المستخدمة للباوند والشلن والبنس للعملة البريطانية ماقبل النظام العشري للعملة أو الإثني عشري. وكلمة ليبرا Libra هي وحدة وزن رومانية مأخوذة بدورها من اللاتينية والتي تشير إلى الميزان.

## تقسيمات فرعية ووحدات أخرى

### نظام عشري
ما إن بدأ النظام العشري في 1971 حتى تم تقسيم الجنيه أو الباوند إلى 100 بنس (كانت تسميته بنس جديد "New Pence" حتى سنة 1981). وكان رمز البني هو "P"; ومنها كان يطلق على القيم مثل 50p‏(£0.50) «خمسين بنس» "fifty pence" أو بكثير من الأحيان "fifty pee" بالعامية. وقد ساعد هذا على التفريق ما بين البنس القديم والجديد خلال التحول إلى النظام العشري. استمر تداول p½ حتى سنة 1984.

### ما قبل النظام العشري

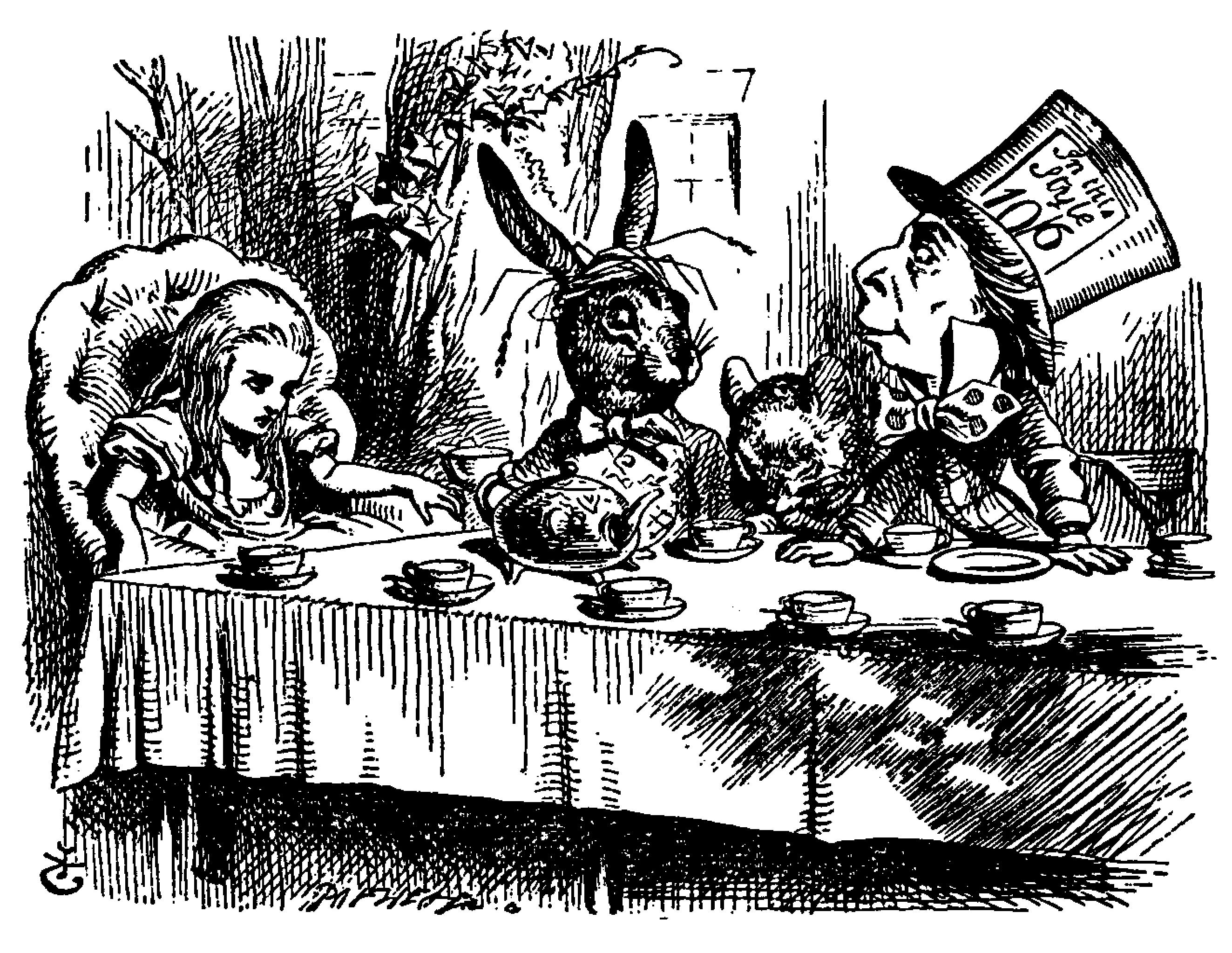
يرى في القبعة مثال على التسعيرة القديمة لنظام ماقبل العشري: حيث سعر القبعة هو عشرة شلنات و6 بنسات.

كان الباوند قبل النظام العشري يقسم إلى 20 شلن، وكل شلن يحتوي على 12 بنس، أي أن الباوند يحتوي على 240 بنس. ورمز الشلن هو "s" — وحرف s لم يكن يشير إلى الحرف الأول لكلمة شلن ولكن يشير إلى عملة الرومان صوليدوس. ورمز البنس هو "d" نسبة إلى الكلمة الفرنسية "denier" المشتقة من اللاتينية ديناريوس (وكلا العملتين هما عملات رومانية). وعند الجمع ما بين الشلن والبنس مثل 3 شلن و6 بنسات فإنه يكتب "6/3" أو "3s 6d" وتنطق «ثلاث وست» (three and six). فالخمس شلنات تكتب "5s" أو بشكل أكثر عمومية "-/5". ظهرت عدة فئات خلال فترات من الزمن ولها مسميات خاصة مثل: كراون وفارثن وسفرن وجنيه.
في الخمسينيات من القرن الماضي اختفت عن التداول جميع النقود المعدنية لجورج الثالث والرابع ووليام الرابع، ولكن لا تزال النقود المعدنية المحتوية على صور لملوك والملكات من الملكة فيكتوريا وما بعدها موجودة بالتداول. فاستبدلت النقود الفضية بنقود خليط نحاس-نيكل سنة 1947 وما أن أتت أعوام الستينات حتى صارت النقود الفضية نادرة الوجود ولا تكاد ترى. ولكن استمر الشلن الفضي\نحاس نيكل (من الفترات ما بعد 1816) والفلورين (2 شلن) بالتداول بشكل قانوني إلى ما بعد النظام العشري (ويمثلان 5p و10p بالتوالي) واستمرت عملة 6بنسات منذ عام 1816 وما بعدها بعد التعديل عام 1980 إلى اثنان ونصف بنس.

## التاريخ
يعتبر الباوند من أقدم العملات التي لا تزال تتداول إلى الآن في العالم.

### حقبة الأنجلو-ساكسون
ترجع أصول الإسترليني إلى عهد الملك أوفا من مرسيا، الذي أصدر البني الفضي. وهي نسخة من عملة شارلمان ملك الفرنجة المسماة ديناريوس. كما هو معمول به في النظام الكارولينجي، فإن ال240 بنس تزن واحد باوند (مطابقة لليرة الشارلمانية)، وحيث الشلن يطابق سوليدوس الشارلماني ويساوي 12d. فالبني عند ظهوره كان يساوي 22.5 حبة أوقية من الفضة الخالصة (30 حبة تعادل؛1.5 غ)، و يُشار إلى أن الباوند المرسي يزن 5,400 حبة أوقية. في ذلك الوقت لم يظهر اسم الإسترليني، بينما انتشر البني بسرعة هائلة بين الممالك الأنجلوسكسونية وأصبح العملة الأساسية للبلاد التي سميت بعد ذلك باسم إنجلترا.

### القرون الوسطى
كانت نقود البني الأولى تضرب من الفضة الخالصة (وتكون خالصة ماأمكن). لكن العملة الجديدة التي ظهرت في عهد الملك هنري الثاني سنة 1158 والتي سميت Tealby penny، فقد ضربت من الفضة بنقاوة 0.925 (أي 92,5%)، والتي أضحت تلك النقاوة هي القاعدة حتى القرن العشرين وتسمى بالوقت الحالي بالفضة الإسترلينية، وسميت بذلك بسبب ارتباطها بالعملة. فالفضة الإسترلينية هي أشد صلابة من الفضة النقية (أي 0.999/99.9% نقاوة) ومع أن نقود الفضة الاسترليني لا تبلى بالسرعة التي يبلى بها نقد الفضة النقي، لكن كانت النقية هي المستخدمة في ذلك الوقت. وقد كانت العملة الإنجليزية فضة بشكل حصري حتى سنة 1344 عندما نجحت نقود نوبل الذهبية في التداول. ولكن ظلت الفضة هي الأساس القانوني للإسترليني حتى سنة 1816. وفي عهد الملك هنري الرابع (1412–1421) انقص من وزن نقد البني إلى 15 حبة إنجليزية [الإنجليزية] (0.97 غرام)، ثم انقص مرة أخرى إلى 12 حبة (0.78 غ) سنة 1464.

### العصر التيودوري
انخفضت قيمة النقد الفضي بشكل كبير خلال عهدي هنري الثامن وإدوارد السادس مع أنه قد أعيد تعريف الباوند إلى أوقية باوند وتعادل 5,760 حبة إنجليزية (373 غ) في سنة 1526. وفي سنة 1544 ظهرت العملة الفضية التي تتكون من ثلث فضة وثلثين من النحاس ويعادل-.333 فضة، أو 33.3% نقاوة، فكانت النتيجة هي قطعة نقود نحاسية في المظهر ولكنها باهتة نوعا ما في اللون. ثم أدخلت العملات الفضية الجديدة التي ضربت من الفضة الاسترليني سنة 1552 وقد خفض فيها وزن البني إلى 8 حبات (0.52 غ)، مما يعني أن 1 أوقية باوند من الفضة الإسترلينية تعطي 60 شلن من النقود. وقد عرف مقياس الفضة هذا باسم معيار 60 شلن (بالإنجليزية: 60-shilling standard) واستمرت حتى سنة 1601 عندما ظهر معيار 62 شلن (بالإنجليزية: 62-shilling standard) واستمر فيها تخفيض وزن البني إلى 23⁄31‏ 7 حبات (0.50 غ). وخلال تلك الفترة الزمنية فإن تقلبات حجم الذهب وقيمته كانت كثيرة جدا.

### معيار الذهب غير الرسمي
دخلت العملة الذهبية الجديدة على أساس نقاوة الجنيه وكانت 22 قيراط وذلك في سنة 1663، وأثبت وزنها ب ½44 للأوقية الباوند سنة 1670، وقد تغيرت قيمة تلك العملة تغيرا كبيرا حتى سنة 1717 عندما حددت قيمتها ب 21 شلن (-/21، 1.05 جنيه). لكن وبالرغم من جهود اسحق نيوتن حاكم دار النقد في ذاك الوقت بتقليص قيمة الجنيه، إلا أن هذا التقدير قد بالغ في تقييم الذهب نسبة إلى الفضة عند المقارنة مع تقديرات الدول الأوروبية الأخرى. لذا فقد كان التجار البريطانيين يرسلون الفضة إلى خارج البلد للدفع بينما البضائع المعدة للتصدير تدفع بالذهب. نتيجة لذلك فقد تسربت الفضة خارج البلاد بينما انساب الذهب إلى الداخل، مما أدى إلى الحالة التي كان لبريطانيا العظمى تأثير فعال على غطاء الذهب. ولكن نقص مزمن في تطوير نقد الفضة.

### إنشاء النظام المالي الحديث
أنشأ بنك إنجلترا سنة 1694، وتبعه بسنة إنشاء بنك اسكتلندا [الإنجليزية]. وقد بدأ كلاهما بإصدار العملات الورقية.

### عملة المملكة المتحدة
بدأ الباوند الإسكتلندي [الإنجليزية] معادلا للباوند الإسترليني، ولكنه عانى بعد ذلك من انهيار للعملة حتى ربط بالإسترليني بقيمة 12 جنيه اسكتلندي = 1 جنيه إسترليني. وفي سنة 1707 اندمجت مملكتا إنجلترا واسكتلندا لتشكل المملكة المتحدة لبريطانيا العظمى. ووفقا لمعاهدة الاتحاد [الإنجليزية] فإن عملة 'المملكة المتحدة' هي الجنيه الاسترليني مع استبدال الباوند الإسكتلندي بالإسترليني بالقيمة المقررة سلفا.

### معيار الذهب
خلال ثورة وحروب نابليون كانت نقود بنك إنجلترا قانونية وعومت قيمتها بالتناسب مع الذهب. كما أصدر البنك نقود رمزية فضية للتخفيف من حدة النقص في العملات الفضية. وقد اعتمد الذهب كمعيار بشكل رسمي في سنة 1816، مع تخفيض قيمة معيار الفضة إلى 66 شلن (-/66،‏3.3 جنيه) مما جعل من عملة الفضة كقطع نقد «رمزية» (أي لا تحتوي على قيمة في المعادن الثمينة). ثم أدخلت عملة السفرن في سنة 1817، وهي من الذهب عيار 22 قيراطا، ووزنها 113 حبة (7.3 غرام) من الذهب وحلت محل الجنيه كمعيار للعملة البريطانية الذهبية من دون تغيير لمعيار الذهب. ثم في سنة 1825 استبدل الجنيه الأيرلندي بالإسترليني، فقد كان مرتبطا بالإسترليني منذ سنة 1801 بمعدل 13 جنيها الأيرلنديا = 12 جنيه استرليني، وإن لم يتغير المعدل مع هذا الاستبدال.
ففي أواخر القرن التاسع عشر وأوائل ال20 اعتمدت الكثير من الدول الذهب كأساس لعملتها. نتيجة لذلك أمكن تحديد سعر التحويل بين تلك العملات المختلفة من قاعدة الذهب لكل دولة. وكان الجنيه الاسترليني يساوي 4.85 دولار أمريكي و4.89 دولار كندي و12.10 جيلدر هولندي و25.22 فرنك فرنسي (أو ما يعادلها في العملات عملات اتحاد النقد اللاتيني [الإنجليزية]) و20.43 مارك ألماني و24.02 كرونة نمساوية-مجرية. وقد جرت مناقشات في أعقاب مؤتمر النقد الدولي سنة 1865 في باريس بشأن إمكانية انضمام المملكة المتحدة إلى الاتحاد النقد اللاتيني، ولكن القرار اتخذ ضد انضمام إلى اتحاد النقد.
بما أن عملة بنك إنجلترا وسندات الخزانة قانونية، فقد علق الارتباط بالذهب مع اندلاع الحرب سنة 1914. وقد كان اقتصاد المملكة المتحدة قبل الحرب العالمية الأولى أحد أقوى اقتصادات العالم، حيث كانت قابضة على 40٪ من الاستثمارات العالم الخارجي. ولكن بعد أن وضعت الحرب أوزارها أضحى الدين الخارجي يعادل 850£ مليون باوند (بما يعادل 30.7£ مليار بحساب 2010) ومعظمه للولايات المتحدة، وتكلف أرباح الدين البلاد نحو 40 ٪ من مجموع الإنفاق الحكومي. وقد أستعيد التفاوت في معايير الذهب سنة 1925 وذلك في محاولة لإعادة الاستقرار حيث كانت العملة مرتبطة بالذهب في فترة تثبيت الأسعار ما قبل الحرب، وإن كان الناس فقط قادرون على صرف عملتهم مع سبائك الذهب بدلا من القطع النقدية. وقد ترك هذا كله في 21 سبتمبر 1931 وهي فترة الكساد الكبير حيث عانى الإسترليني من انخفاض بنحو 25 ٪ من قيمته الأولية.

### استخدامه داخل الإمبراطورية
عمم استخدام الإسترليني في أرجاء كثيرة من الامبراطورية البريطانية. حتى أنه في بعض المناطق كان يستخدم جنبا إلى جنب مع العملات المحلية. ففي كندا يعتبر السفرن الذهب عملة قانونية على الرغم من استخدام الدولار الكندي. واعتمد الجنيه في الكثير من المستعمرات والدول ذات السيادة كعملة الخاصة بهم، مثل أستراليا وبربادوس، غرب أفريقيا البريطانية [الإنجليزية] وقبرص وفيجي ودولة أيرلندا الحرة وجامايكا ونيوزيلندا وجنوب أفريقيا وروديسيا الجنوبية. وحافظ البعض منها على معادلة قيمة عملتهم مع الإسترليني (مثل جنيه جنوب أفريقي [الإنجليزية]) في حين حادت غيرها من معادلة القيمة بعد انتهاء من الاعتماد على الذهب كمعيار (مثل الجنيه الأسترالي [الإنجليزية]). وشكلت هذه العملات والعملات المرتبطة بالاسترليني مايسمى بمنطقة الاسترليني.

### بريتون وودز
اتفقت بريطانيا مع الولايات المتحدة في سنة 1940 على ربط الجنيه مقابل الدولار الأمريكي عند سعر 1£ = 4.03$. واستمر هذا المعدل فترة الحرب العالمية الثانية وأصبحت جزءا من نظام بريتون وودز التي تحكم في أسعار الصرف لمرحلة ما بعد الحرب. ولكن وتحت الضغط الاقتصادي المتواصل وبالرغم من أشهر من النفي من حدوث ذلك فإن الحكومة خفضت من قيمة الجنيه بمقدار 30.5% إلى 2.80$ في 19 سبتمبر 1949. وقد دفعت هذه الخطوة أن خفضت العديد من العملات الأخرى قيمتها مقابل الدولار.
في أواسط الستينات، تعرض الجنيه لضغوط متجددة حيث اعتبر أن سعر صرفه مقابل الدولار مرتفع للغاية، ففي صيف 1966 ومع سقوط قيمة الجنيه في أسواق العملات شددت حكومة ويلسون الرقابة على الصرف. ومن بين تلك التدابير أن منعت السياح من أخذ أكثر من 50£ خارج البلاد وقد رفعت تلك القيود سنة 1979. وقد انخفضت قيمة الجنيه في نهاية الأمر إلى نسبة 14.3٪ أي 2.40$ في 18 نوفمبر 1967.

### التقسيم العشري
تحولت العملة البريطانية من النظام القديم إلى نظام عشري جديد يوم 15 فبراير 1971، حيث استبدل الشلن والبني بتقسيم عشري مفرد، وسمى بالبني الجديد (بالإنجليزية: the new penny)، ثم محيت كلمة "new" من النقد المعدني في إصدارات 1981 وما بعدها.

### تعويم الجنيه
مع انهيار نظام بريتون وودز بدأت الحكومة بتعويم عملتها ابتداء من أغسطس 1971. ففي أول تقييم ارتفع من 2.42 عندما كان ثابتا إلى ما يقرب من 2.65$ في مارس 1972. ففي هذا الوقت انتهت منطقة الاسترليني بشكل مؤثر عندما اختار غالبية أعضائها التعويم الحر لصرف عملاتهم مقابل الجنيه والدولار.

### أزمة الجنيه سنة 1976
أُبلغ جيمس كالاهان مباشرة عند مجيئه إلى السلطة في 1976 بأن الاقتصاد يواجه مشاكل ضخمة، ووفقا للوثائق التي أصدرها الأرشيف الوطني سنة 2006 بأن الاسواق المالية فقدت الثقة في الجنيه الاسترليني. ولم تتمكن الخزانة البريطانية من توازن سجلاتها التجارية حيث كانت إستراتيجية حزب العمال تتشدد على زيادة الإنفاق العام. وأُبلغ كالاهان أيضا بأن هناك ثلاث نتائج محتملة: إما سقوط كارثي حر للجنيه الاسترليني أو حصار اقتصادي غير مقبول دوليا أو صفقة مع الحلفاء الرئيسيين لدعم الجنيه مع وضع إصلاحات اقتصادية مؤلمة موضع التنفيذ.

### 1979-1989
وضع برنامج صارم للتقشف المالي مع وصول المحافظين إلى السلطة سنة 1979 فارتفع الباوند صاعدا بشدة فوق مستوى 2.40$، كما ارتفعت أسعار الفائدة استجابة للسياسة النقدية في استهداف موارد المال. فسبّب ارتفاع معدل سعر الصرف كسادا على نطاق واسع سنة 1981، وقد انخفض الجنيه الاسترليني بشدة بعد سنة 1980 حتى بلغ أدنى مستوى له أي 1.03$ في شهر مارس 1985 قبل أن يعود إلى سعر 1.70$ في ديسمبر 1989.

### بعد المارك الألماني
قرر نايجل لوسون وزير خزانة مارغريت ثاتشر سنة 1988 بأن يكون الجنيه «ظل» مارك ألمانيا الغربية، وكانت النتيجة غير المقصودة هو ارتفاع سريع في معدل التضخم وازدهر الاقتصاد بسبب انخفاض في معدل الفائدة بشكل غير مناسب. (لأسباب أيديولوجية رفضت حكومة المحافظون استخدام آليات بديلة للسيطرة على انفجار الدين. ولهذا السبب أشار رئيس الوزراء السابق إدوارد هيث إلى لوسون بأنه «لاعب غولف لناد واحد»).
بعد إعادة توحيد ألمانيا سنة 1989 فإن العكس صار صحيحا، فارتفاع تكاليف الاقتراض لتمويل إعادة إعمار ألمانيا الشرقية فاقم الحاجة بسبب الخيار السياسي لجعل المارك الشرقي يعادل المارك الغربي، فالمعدلات في بلدان أخرى خاصة المملكة المتحدة قد ألقت بظلالها على مارك ألماني، فارتفعت بشكل حاد نسبة للظروف المحلية فأدت إلى انحدار في سعر المساكن والكساد.

### بعد العملة الأوروبية الموحدة
في 8 أكتوبر 1990 قررت حكومة المحافظين الانضمام إلى آلية سعر الصرف الأوروبي (ERM)، حيث قيّم الجنيه بما يعادل 2.95 مارك ألماني. ومع ذلك فقد اضطرت الدولة الانسحاب من النظام بعد أزمة الأربعاء الأسود (16 سبتمبر 1992) حيث أن الأداء بريطانيا الاقتصادي لا يمكنه الاستمرار بسعر الصرف هذا. وقد استفاد المضارب جورج سوروس الذي اشتهر بحصوله على 1 مليار$ من البيع المكشوف للجنيه.
فالأربعاء الأسود جعل أسعار الفائدة تقفز من 10٪ إلى 15٪ في محاولة فاشلة لوقف الجنيه من السقوط تحت حدود آلية سعر الصرف الأوروبي. ولكن سعر الصرف قد انخفض إلى 2.20 مارك. وبرر أنصار خفض سعر صرف الجنيه الاسترليني/مارك بأن الجنيه الرخيص قد شجع الصادرات وساهم في الازدهار الاقتصادي خلال التسعينات.

### بعد التضخم
بعد استلام حزب العمال السلطة سنة 1997، بدأ بنك إنجلترا تدريجيا يتحكم بأسعار الفائدة، (وهي سياسة كان قد دعا إليها حزب الديمقراطيين الليبراليين). فالبنك مسؤول الآن عن تحديد سعر الفائدة وذلك لابقاء معدل التضخم في مؤشر أسعار المستهلك قريب جدا من 2٪. وينبغي أن لايزيد تضخم مؤشر أسعار المستهلك أو يقل عن نقطة مئوية واحدة من الهدف، ويتعين أيضا على محافظ بنك إنجلترا كتابة رسالة مفتوحة إلى وزير الخزانة يشرح فيه أسباب ذلك والتدابير التي سيتم اتخاذها لإعادة قياس التضخم مرة أخرى تمشيا مع هدف ال 2٪. وقد أعطى هذا المؤشر في 17 أبريل 2007 معدل تضخم 3.1٪ (معدل التضخم في مؤشر أسعار التجزئة كان 4.8٪). نتيجة لذلك ولأول مرة كان على الحاكم أن يكتب للحكومة علنا يشرح لها لماذا كان التضخم أعلى من نقطة مئوية واحدة فوق الهدف.

### يورو
بإمكان المملكة المتحدة أن تتبنى اليورو كعملة لها بوصفها عضوا في الاتحاد الأوروبي، ومع ذلك فلا يزال هذا الموضوع يثير الجدل السياسي. فقد استبعد غوردن براون ووزير خزانته العودة إلى تلك العضوية في المستقبل المنظور قائلين أن قرار عدم الانضمام هو حق لبريطانيا وأوروبا.
وقد تعهدت حكومة رئيس الوزراء السابق توني بلير عند إجراء استفتاء عام لإتخاذ قرار بشأن العضوية أنه ينبغي تحقيق المعايير الاقتصادية الخمسة لضمان أن يصب تبني اليورو في المصلحة الوطنية. إضافة إلى هذه المعايير الداخلية (الوطنية) فإن على المملكة المتحدة تحقيق معايير تقارب اليورو الاقتصادي الأوروبي (أو معايير ماستريخت) قبل أن يسمح لها باعتماد اليورو. وقد استبعد تحالف حزبي المحافظين / الديمقراطيين الليبراليين الانضمام إلى منطقة اليورو خلال الدورة البرلمانية الحالية. فنسبة العجز الحكومي السنوي في المملكة المتحدة إلى الناتج المحلي الإجمالي قد تخطت الحواجز المحددة. ففي فبراير 2005 عارض 55٪ من المواطنين البريطانيين اعتماد اليورو كعملة بديلة مقابل 30٪ أيدوا. فقد كانت فكرة استبدال الجنيه باليورو أمرا خلافيا عند الجمهور البريطاني، وسبب ذلك جزئيا هي هوية الباوند كرمز للسيادة البريطانية، ولأن من شأن ذلك -حسب النقاد- أن يؤدي بأسعار فائدة دون المستوى المطلوب مما يلحق الضرر بالاقتصاد البريطاني. وفي ديسمبر 2008 اظهرت نتائج استطلاع بي بي سي على 1000 شخص ان 71٪ سيصوتون بلا و23٪ سيصوتون بنعم إلى انضمامهم إلى العملة الأوروبية الموحدة بينما قال 6٪ انهم غير متأكدين. لم ينضم الجنيه إلى آلية سعر الصرف الأوروبية الثاني وذلك بعد إنشاء اليورو، فاستبعدت الدنمارك والمملكة المتحدة من الدخول إلى اليورو. وإن كان يجب على كل دول الاتحاد الأوروبي الأخرى من الناحية التقنية التوقيع للانضمام إلى تلك الآلية.
ادعى حزب المحافظين الاسكتلندي أن سيكون هناك مشكلة لاسكتلندا في اعتماد اليورو، وهو ما يعني نهاية العملات الورقية المتميزة إقليميا، فورقة اليورو ليس بها أي تصاميم وطنية. أما الحزب الوطني الاسكتلندي فقال بأن اسكتلندا المستقلة سيكون لها عملة معدنية وطنية متميزة، وكانت سياسة الحزب توافق على دخول العملة الموحدة.
في 1 يناير 2008 بدأت القاعدتين البريطانيتين في قبرص (أكروتيري ودكليا) باستخدام اليورو جنبا إلى جنب مع جمهورية قبرص

### قيمة صرف العملة
تتذبذب قيمة كلا من الجنيه واليورو باتجاهين متضادين، على الرغم من أن هناك ترابط نوعي بين تحركات أسعار صرفهما مع العملات الأخرى كالدولار الأمريكي. ففي أواخر 2006 و2007 أدت مخاوف التضخم في المملكة المتحدة ببنك إنجلترا أن يرفع أسعار الفائدة، مما ارتفعت قيمة الجنيه أمام العملات الرئيسية الأخرى وفي نفس الوقت انخفض الدولار الأمريكي، فلامس الجنيه الاسترليني أعلى قيمة له منذ 15 عاما أمام الدولار يوم 18 أبريل 2007، حيث وصلت قيمته 2$ للمرة الأولى منذ 1992. واستمر مسلسل ارتفاع الاسترليني والعملات الأخرى مقابل الدولار، فلامس الجنيه أعلى مستوياته في 26 عاما أمام الدولار الأمريكي حيث وصلت قيمته 2,1161$ في 7 نوفمبر 2007 في اعقاب تراجع الدولار عالميا. أما سعر صرف الجنيه/ اليورو في الفترة من منتصف 2003 إلى منتصف 2007 فقد حصر في نطاق ضيق = ± 5٪ من الرقم 1,45€. ولكن بعد الأزمة المالية العالمية أواخر 2008 انخفضت قيمة الجنيه دفعة واحدة في واحدة من أسرع المعدلات في التاريخ، وبلغ أدنى سعر له منذ 24 عاما 1,35$ لكل 1£ في 23 يناير 2009، وانخفض الجنيه مقابل اليورو إلى مادون 1,25€ في أبريل 2008. ثم انخفض بشكل متسارع فيما تبقى من 2008، حتى بلغ ذروته يوم 29 ديسمبر عندما وصل سعر الصرف 1,0219€ لكل 1£ وهو أدنى مستوى له على الإطلاق. ثم ارتفعت قيمة الجنيه مع بداية 2009 حتى وصل 1,17€ منتصف يوليو. ثم بعد ذلك شهدت الأشهر التالية انخفاضا ثابتا، فبلغت قيمة الجنيه الإسترليني (في نوفمبر 2010) 1,18€ و1,60$.
أعلن بنك إنجلترا يوم 5 مارس 2009 أنه سيضخ رؤوس أموال جديدة بقيمة 75 مليار جنيه استرليني في الاسواق بهدف تنشيط الاقتصاد البريطاني الذي يعاني من الانكماش. وسيقوم البنك بشراء سندات حكومية وغيرها من الاوراق المالية من البنوك والشركات بقيمة 75 مليار جنيه استرليني، الامر الذي يعني زيادة كبيرة في السيولة لدى البنوك ومن ثم زيادة قدرتها على منح القروض. وهذه هي أول مرة تستخدم المملكة المتحدة هذا الإجراء في تاريخها، مع أن محافظ بنك إنجلترا ميرفن كينج أقر بانه لا يعرف طول الفترة التي سوف تستغرقها حتى تظهر آثارها.
تلك العملية تعني لبنك إنجلترا زيادة كبيرة في السيولة، ومن ثم يستخدم لشراء الأصول مثل السندات الحكومية والقروض المصرفية، أو الرهون العقارية. والمبلغ الأولي الذي إنشئ لتفعيل تلك العملية هو 75 مليار جنيه، وإن كان وزير المالية البريطاني اليستر دارلينج قد وافق على إمكانية التوسع في ضخ السيولة بعد ذلك ليصل اجمالي المبلغ المنفق لشراء سندات حكومية إلى 150 مليار جنيه استرليني. ويعتقد أن تلك العملية ستأخذ فترة ثلاثة أشهر فقط مع احتمال ظهور آثار المحتملة لتلك النتائج على المدى الطويل. وفي يوم 5 نوفمبر 2009 حقن بعضا من مبلغ 175 مليار جنيه عن طريق التسهيلات الائتمانية مع أن نتائج العملية لا تزال موضع شك.
ذكر بنك إنجلترا أنه تم اتخاذ هذا القرار لمنع هبوط معدل التضخم دون نسبة 2٪ المستهدفة. والمح محافظ بنك إنجلترا ميرفن كينج إلى أنه لم يتبق له أي خيارات نقدية أخرى، وقد خفضت أسعار الفائدة إلى 0.5٪ وهو أدنى مستوى له على الإطلاق ولا يوجد احتمال أن ينالها أي تخفيض آخر.

## قطع المعدن

### ماقبل النظام العشري
كان نقد البني الفضي (جمعه: بنسات؛ ورمزه: d) هو عملة التداول الرئيسي والوحيد في أحيان كثيرة بدءاً من القرن الثامن إلى القرن الثالث عشر. بالرغم من تداول كسور البني (مثل فارثن [الإنجليزية] ونصف بني [الإنجليزية])، إلا أن كان من الشائع العثور على بنسات مقطوعة إلى نصفين أو أربع قطع لتوفير قطع نقدية أصغر. ولم يضرب من البني كقطع ذهب إلا القليل، مثل البني الذهبي النادر (ويعادل 20 بنس فضة)، مع ذلك ففي سنة 1279 ظهر الجروت groat ويعادل 4بنسات (4d)، وفي سنة 1344 ظهر نصف جروت وهي نفس السنة التي شهدت إنشاء عملة ذهبية وهي النوبل noble (لم يتمكن الفلورين الذهبي من البقاء طويلا) وقيمة النوبل ستة شلن وثمانية بنسات ('8/6') أي ثلث باوند أو 80 بنس، وظهر معه نصف وربع نوبل. وفي سنة 1464 خفضت الإصلاحات الاقتصادية قيمة عملات الذهب والفضة، فأعيد تسمية النوبل إلى ريال ryal وقيمته -/10 شلن وظهر نقد أنجل angel وهو بنفس سعر النوبل القديم «6 شلن و8 بنسات» 8/6.
شهد عهد هنري السابع إدخال عملتين من أهم العملات وهما الشلن (اختصاره: s وتعرف باسم testoon) في 1487 والجنيه الاسترليني (المعروف باسم سفرن sovereign ورمزه: £ أو L) في 1489. وظهرت عدة فئات ذهبية سنة 1526 من ضمنها كراون ونصف كراون [الإنجليزية] وتعادل خمسة شلن واثنين شلن ست بنسات (2/6) على التوالي. وشهد عهد هنري الثامن (1509-1547) مستوى عال من غش العملة التي استمرت إلى عهد إدوارد السادس (1547-1553). وإن أوقف غش العملة في 1552. ثم بدأ العمل بإدخال عملة فضية جديدة، منها قطع نقدية 6d، 4d، 3d، 2d، 1d و-/1 و2/6 و-/5. وشهد عهد إليزابيث الأولى (1558-1603) إضافة قطعتي d ¾ و½1 الفضيتين ولكن تلك الفئات لم تدم طويلا، وكانت القطع الذهبية هي نصف كراون وكراون وأنجل ونصف سفرن وسفرن. وقد شهد عهد اليزابيث الأولى ادخال مكائن لولبية تجرها الخيل لسك العملات.
ماأن جلس الملك الإسكتلندي جيمس الأول على العرش الإنجليزي حتى ادخل عملات ذهبية جديدة، منها سبر ريال= -/15 شلن ويونت= -/20 شلن وروز ريال= -/30 شلن، ثم في 1619 ادخل عملة لوريل والتي تبلغ قيمتها -/20 شلن أو باوند. كما أدخل عملة فارثن من معادن رخيصة كالقصدير والنحاس. ثم سكت نقود نصف بني النحاسية في عهد تشارلز الأول. سكت بعض العملات من فئات غير عادية خلال الحرب الأهلية الإنجليزية.
بعد أن استعاد النظام الملكي مكانته سنة 1660 بدأ في 1662 عملية إصلاح العملة وإنهاء تداول عملات سكت بالقوة. فظهر الجنيه سنة 1663، وسرعان ما تبعه ½ و2 و5 جنيهات معدنية. وتكونت العملة الفضية من الفئات 1d و2d و3d و4d و6d و-/1 و2/6 و-/5. ونظرا لعمليات تصدير واسعة النطاق للفضة خلال القرن 18 فقد توقف إنتاج عملات فضية تدريجيا، فلم تسك عملتي الكراون ونصف كراون بعد 1750، ثم توقف سك 6 بنسات و-/1 في سنوات 1780. نتيجة لذلك فقد ادخل النحاس في القطع النقدية 1d و2d و⅓ جنيه ذهب (-/7) في 1797. والناجي الوحيد من تلك القطع النقدية هو البني النحاسي الذي استمر لمدة طويلة.
خلال الفترة ما بين 1797 و1804 اصاب بريطانيا نقص حاد من الفضة، ولتخفيف هذا النقص تداول بنك إنجلترا الدولار الأسباني (ويعادل 8 ريالات) والريال الإسباني وريال الاستعمار الأسباني [الإنجليزية] وذلك بأن ختم عليها صورة رأس الملك في وسط العملة الإسبانية. وكان معدل صرف الدولار الإسباني يساوي 4/9 حتى 1800، ثم تغير الصرف بعد ذلك إلى -/5. وفي سنة 1804 اصدر البنك -/5 كعملة رمزية من الفضة ثم تلاها القطع الرمزية 1/6 و-/3 ما بين سنوات 1811 و1816.
ثم وفي سنة 1816 ادرجت عملات فضية جديدة فئة 6d و-/1 و2/6 و-/5. أما فئة كراون فقد صدرت بفترات متقطعة حتى 1900. تلى ذلك ظهور نقود ذهبية جديدة في 1817، وتتكون من -/10 و1£ وتعرف باسم نصف سفرن وسفرن. وأعيد إصدار عملة 4d الفضية في 1836، تلاها 3بنسات أو 3d في 1838، مع إصدار 4d مخصصة لاستخدام المستعمرات سنة 1855 وما بعدها. في 1848 بدأ بسك الفلورين -/2، ثم في سنة 1887 ولفترة وجيزة سكت عملة 2 فلورين. وفي سنة 1860 استبدل النحاس بالبرونز في الفارثن (ربع البني أو d¼) ونصف البني والبني.
علق إصدار كلا من السفرن ونصف سفرن خلال الحرب العالمية الأولى بالرغم من إعادة استخدام معيار الذهب، وإن ظلت تلك العملات بعد ذلك متداولة لفترة قصيرة. وفي سنة 1920 خفض معيار الفضة إلى 0.500 بعدما كان محافظا على قيمة 0.925 منذ 1552. وفي سنة 1937 صدرت عملة 3d من نيكل-نحاس بالتوازي مع القطعة الفضية التي استمر إصدارها لمدة سبع سنوات، ثم وفي سنة 1947 استعيض بما تبقى من عملات الفضة بنيكل-نحاس. وفي سنة 1956 تسبب التضخم بوقف إصدار الفارثن ثم سحبت من التداول سنة 1960. وقد اوقف تداول عملتي نصف بني ونصف كراون خلال تطوير العملة للوصول إلى النظام العشري سنة 1969.

### النظام العشري
| قطعة 1£ (نسخة ويلز, 2000) | قطعة 1£ (نسخة ويلز, 2000) |
| ------------------------- | ------------------------- |
|                           |                           |
| اليزابيث الثانية          | دراجون ويلز               |

التسلسل الزمني للنظام العشري:
- 1968: عرضت أول عملة عشرية بريطانية، وهي 5p و10p من معدن نيكل-نحاس، وتعادل -/1 و-/2 من العملة ماقبل العشرية.
- 1969: استبدال قطعة 50p سباعية الأضلاع من نيكل-نحاس بورقة -/10 من العملة السابقة.
- 1971: بإدراج قطع البرونز p½ و1p و2p في التداول وسحب كلا من القطع 1d و3d في تلك السنة تكون العملة العشرية قد دخلت حيز التنفيذ بالكامل.
- 1980: سحب قطعة 6d من التداول حيث كانت قيمتها تساوي p‏½2.
- 1982: الغيت كلمة جديدة "new" من العملات المتداولة، كما بدأ بتداول قطعة 20p.
- 1983: بدأ بتداول قطعة الباوند أو 1£. وكذلك توقف إصدار قطعة p½ بعد هذه السنة.
- 1984: اوقف تداول القطعة p½.
- التسعينات: أصبحت القطع المعدنية لكل من 5p و10p و50p ذات حجم اصغر.
- 1991: بعدما صغر حجم ال 5p سحبت قطعة -/1 القديمة من السوق والتي تعادلها بالقيمة.
- 1992: تداولت قطع حديد مطلي بالنحاس بدلا من البرونز.
- 1993: تقريبا سحبت قطعة -/2 بالكامل من التداول.
- 1998: ادرجت للتداول قطعة 2£ ثنائية المعدن.
- 2007: تجاوزت قيمة النحاس في قطعتي 1p/2p من قطع ماقبل 1992 (حيث تحتوي 97 ٪ نحاس) إلى درجة أنه من المجدي أن يقوم متعهدون بصهر تلك القطع النقدية (بفارق قيمة تصل إلى 11 ٪، مع تكلفة صهرها تنخفض إلى حوالي 4 ٪) إلا أن هذا غير قانوني، ثم انخفضت القيمة السوقية للنحاس انخفاضا حادا بعدها بفترة.

وفي الوقت الحاضر فإن أقدم عملات المتداولة في المملكة المتحدة هي النقود النحاسية 1p و2p التي أدخلت منذ 1971. وربما كانت فكة ماقبل النظام العشري تحتوي على عملات معدنية لها من العمر مائة سنة أو أكثر، أي توجد بها صور الرأس للملوك الخمس.
كشف في أبريل 2008 عن إعادة تصميم شاملة للعملات. ووزعت التصاميم الجديدة للتداول تدريجيا ابتداء من صيف 2008. ويظهر قفا القطع النقدية 1P و2P و5p و10p و20p و50p جزء من الدرع الملكي، أما الجنيه الجديد فيصور الدرع كاملا. مواصفات تلك القطع النقدية هي نفس مواصفات القديمة (والتي لا تزال بالتداول).

## الأوراق النقدية

مجموعة E لورقة نقد بنك إنجلترا 10£.

اصدر بنك إنجلترا أول ورقة نقد استرليني بعد إنشاءه سنة 1694. وكانت الفئات تكتب على ورقة النقد وقت إصدار الورقة. ولكن بدأ بطباعة فئات 20£ إلى 1000£ منذ سنة 1745. وفي سنة 1759 اضيفت فئة 10£ ثم اعقبها فئة 5£ سنة 1793 ثم فئات 1£ و2£ سنة 1797. وقد سحبت الفئتان الأدنى في اعقاب الحروب النابليونية. وفي سنة 1855 بدأ العمل بجعل الأوراق النقدية تطبع بالكامل ولفئات من إصدار 5£ و10£ و20£ و50£ و100£ و200£ و300£ و500£ و1000£.

ورقة نقد فئة 20£ اصدار 2007 من بنك اسكتلندا300px

أما بنك سكوتلاندا فقد بدأ إصدار أوراق النقد سنة 1695، مع أنه استمر في استخدام الباوند الإسكتلندي. قومت تلك النقود بالجنيه الاسترليني بفئات تصل إلى 100 جنيه استرليني. وابتداء من 1727 بدأ رويال بنك اوف سكوتلاند بأصدار أوراق النقد تلك. أصدر كل البنكين بعض الآوراق النقدية موزعة بفئات الجنيه كما هو بالباوند الإسكتلندي. وفي القرن 19 حددت القوانين بأن أصغر ورقة بنك صادرة عن المصارف الاسكتلندية هي فئة 1£، وهو مالم يسمح به في انكلترا.
ومع توسع الجنيه الاسترليني إلى أيرلندا في 1825، أصدر بنك أيرلندا أوراق النقد بالإسترليني ثم اعقبتها بنوك إيرلندية أخرى. ومن ضمن تلك أوراق النقد فئات غير عادية مثل -/30 و3£. وأعلى فئة اصدرتها البنوك الأيرلندية هي 100£.
في 1826 منحت المصارف التي تبعدأكثر من 65 ميل (105 كـم) عن لندن إذنا بإصدار أوراقا نقدية خاصة بهم. لكن ابتداء من 1844 لم تمنح المصارف الجديدة هذا الإذن في انكلترا وويلز، وإن استمر في اسكتلندا وأيرلندا. مما سبب بانخفاض أوراق النقد الخاصة في انكلترا وويلز وإن انتشرت في اسكتلندا وأيرلندا. وفي سنة 1921 أصدر آخر ورق نقد خاص في إنجلترا.
قدمت الخزانة البريطانية سنة 1914 ورقة نقد ل -/10 و1£ لتحل محل العملات الذهبية. واستمر تداول تلك الفئتين حتى سنة 1928، عندما أصدر بنك انكلترا اوراق نقد بديلة. أما أيرلندا المستقلة حديثا فقد خفضت عدد البنوك الأيرلندية التي تصدر أوراق الجنيه الاسترليني إلى خمس بنوك يعملون في أيرلندا الشمالية. وتأثر إنتاج بنك إنجلترا للأوراق النقدية خلال فترة الحرب العالمية الثانية تأثرا كبيرا بسبب عمليات تزوير النازيين (انظر عملية بيرنهارد)، لذلك واحتياطا فقد اوقف البنك إصدار ورق النقد التي تبدأ من 10£ فما فوق وإن استمر في إصدار -/10 و1£ و5£، ولم تتأثر إصدارات اسكتلندا وأيرلندا الشمالية الذان استمرا في إصدار الفئات 1£ و5£ و10£ و20£ و50£ و100£.
وفي سنة 1964 اعاد بنك إنجلترا إصدار 10£، ثم في سنة 1969 الغى فئة -/10 وحل محلها قطعة معدنية 50p كجزء من التحضير للنظام العشري. وفي سنة 1970 اعاد البنك إصدار فئة 20£ الورقية، اعقبها فئة 50£ في 1982. وبعد أن اصدر بنك إنجلترا قطعة 1£ المعدنية في 1983 سحب اوراق تلك الفئة من التداول في 1988، واعقبه بنكي اسكتلندا وأيرلندا الشمالية، اما رويال بنك اوف سكوتلاند فقد استمر في إصدار تلك الفئة.
اصدر البنك الشمالي ورقة نقد بوليمر فئة 5£ وذلك في سنة 2000، وهي ورقة نقد بوليمر الوحيدة المتداولة حاليا مع أنه قد اصدر فئات 10£ و20£ و50£ من الورق، ومن المثير للاهتمام وجود ورق نقد تسمى «تيتان»، وهو ورق بنكي يعادل 100,000,000£ (مئة مليون باوند)، ويوجد منها حاليا 40 فقط، ويستخدم تيتان داخل النظام المصرفي فقط ولا يستخدم في المجالات العامة.

## العملة القانونية والإصدارات الإقليمية
مفهوم العملة القانونية في المملكة المتحدة (حسب دار السك الملكية) «الدائن لا يستطيع أن يرفض سداد دينه بعملة ورقية أو عملة معدنية.» ولكن هذا لا يعني أن أي مقايضة يجب أن تكون في حدود نقد أو عملة قانونية قومها التشريع فقط، ولكن كلا الطرفين الحرية في قبول أي شكل من أشكال الدفع سواء كانت عملة قانونية أو غيرها حسب الاتفاق. لذا من أجل الامتثال لتلك القواعد الصارمة فمن الضروري أن يحكمها عملة قانونية فعلية.
يعتبر 1£ و2£ بأنهما قطع عملة معدنية متداولة لكل المقادير في أنحاء المملكة المتحدة أما القطع الأخرى فهي عملة ذات قوة إبراء محدودة. وكذلك أوراق نقد بنك إنجلترا في انكلترا وويلز هي أوراق قانونية عن أي كمية. أما في اسكتلندا وأيرلندا الشمالية فأوراقها النقدية ليست قانونية في الوقت الحالي، مع أن أوراق نقد بنك إنجلترا -/10 و1£ كانتا أوراقا قانونية كذلك كانت أوراق نقد اسكتلندا خلال الحرب العالمية الثانية (العملة (الدفاع) لسنة 1939؛ هذا الوضع الغي في 1 يناير 1946). ومع ذلك، فالبنوك التي لديها ودائع مع بنك انكلترا لتغطية الجزء الأساسي من إصدارات اوراق النقد الخاصة بهم. وفي جزر القنال وجزيرة مان فإن التغييرات المحلية على الأوراق النقد هي قانونية في نطاق سلطتها.
بإمكان استخدام أوراق نقد اسكتلندا وأيرلندا الشمالية وجزر القنال وجزيرة مان داخل المملكة المتحدة كوسيلة للدفع. وتجتمع كلا من جيرنسي وجيرسي وجزيرة مان في اتحاد نقدي مع المملكة المتحدة وهذه العملات ليست منفصلة عن الجنيه الإسترليني ولكنها مجرد إصدارات محلية من الأوراق النقدية والمسكوكات المقومة بالجنيه الإسترليني.
يحق قانونيا لأصحاب المتاجر رفض أي مبلغ مدفوع (وإن كان ليس في صالحهم) حتى وأن كان من العملة القانونية للبلد، لأنه لا يوجد دين عند العرض بدفع المبلغ وفي ذات الوقت تكون البضاعة أو الخدمة معروضة. ولكن عند دفع فاتورة مطعم بعد استهلاك الوجبة أو تسوية لخدمة أخرى، فإنه في تلك الحالة تطبق قوانين العملة القانونية ولا يمكن رفض الدفع، ولكن عادة يقبل بالوسائل الأخرى لدفع الدين (مثل بطاقة الائتمان).
تعتبر القطع التذكارية المعدنية لكل من 5£ [الإنجليزية] و25p [الإنجليزية] (قطع الكراون) والتي نادرا ماتتداول في السوق، هي عملات قانونية حيث أنها سبائك لعملات يصدرها دار سك العملة.
| القطعة المعدنية      | أقصى استخدام كعملة قانونية |
| -------------------- | -------------------------- |
| £5 (بعد-1990 كراون)  | غير محدد                   |
| £2                   | غير محدد                   |
| £1                   | غير محدد                   |
| 50p                  | £10                        |
| 25p (قبل-1990 كراون) | £10                        |
| 20p                  | £10                        |
| 10p                  | £5                         |
| 5p                   | £5                         |
| 2p                   | 20p                        |
| 1p                   | 20p                        |

إضافة إلى ذلك، فإن أي عملة معدنية أو ورقية تمنع عن أن تكون عملة قانونية إذا كانت أكثر من مقدار الدين بمئة مرة (مثال: وتقديم ورقة 20£ لتسديد دين 20p).

## القيمة
نشرت مكتبة مجلس العموم في 2006 وثيقة والتي اشتملت على مؤشر الأسعار بالجنيه لكل سنة ما بين 1750 و2005 حيث فهرست سنة 1974 عند 100. (وكان هذا تحديث لوثائق نشرت بالسابق ما بين 1998 و2003).
ونصت الوثيقة للفترة ما بين 1750-1914 بالتالي: «بالرغم من أن هناك سنة جديرة بالاهتمام من حيث تقلبات في مستويات الأسعار قبل 1914 (يعكس نوعية المحصول والحروب وغيرها.) إلا انه لم تكن هناك زيادة ثابتة طويلة الأجل في الأسعار المرتبطة بالفترة حتى 1945». ويمكننا القول انه «منذ 1945 فإن الإسعار ارتفعت في كل عام بحيث أن الزيادة الإجمالية أكثر من 27 مرة.»
وكانت قيمة المؤشر في 1751 هي 5.1 وازداد حتى وصل الذروة 16.3 في 1813 ثم انخفض بعد نهاية الحروب النابليونية بسرعة إلى نحو 10.0 وبقى في نطاق 8.5-10.0 حتى نهاية القرن التاسع عشر. وكان المؤشر 9.8 في 1914 وبلغ الذروة 25.3 في 1920 قبل أن ينخفض إلى 15.8 في 1933 وكانت أسعار 1934 تعادل تقريبا ثلاثة أضعاف ما كانت عليه قبل 180 عاما.
كان للتضخم تأثير كبير أثناء وبعد الحرب العالمية الثانية، حيث كان المؤشر 20.2 في 1940، 33.0 في 1950 ثم 49.1 في 1960 و73.1 في 1970 و263.7 في 1980 ثم 497.5 في 1990 و671.8 في 2000 و757.3 سنة 2005.
ويبين الجدول التالي المبلغ المعادل للسلع التي يمكن شراؤها في السنة المذكورة بمبلغ 1£. ويبين الجدول أن الجنيه الاسترليني منذ سنة 1971 حتى 2009 قد فقد نحو 91 ٪ من قوته الشرائية.
| السنة | القوة الشرائية المعادلة | السنة | القوة الشرائية المعادلة | السنة | القوة الشرائية المعادلة | السنة | القوة الشرائية المعادلة |
| ----- | ----------------------- | ----- | ----------------------- | ----- | ----------------------- | ----- | ----------------------- |
| 1971  | £1.00                   | 1981  | £0.271                  | 1991  | £0.152                  | 2001  | £0.117                  |
| 1972  | £0.935                  | 1982  | £0.250                  | 1992  | £0.146                  | 2002  | £0.115                  |
| 1973  | £0.855                  | 1983  | £0.239                  | 1993  | £0.144                  | 2003  | £0.112                  |
| 1974  | £0.735                  | 1984  | £0.227                  | 1994  | £0.141                  | 2004  | £0.109                  |
| 1975  | £0.592                  | 1985  | £0.214                  | 1995  | £0.136                  | 2005  | £0.106                  |
| 1976  | £0.510                  | 1986  | £0.207                  | 1996  | £0.133                  | 2006  | £0.102                  |
| 1977  | £0.439                  | 1987  | £0.199                  | 1997  | £0.123                  | 2007  | £0.0980                 |
| 1978  | £0.407                  | 1988  | £0.190                  | 1998  | £0.125                  | 2008  | £0.0943                 |
| 1979  | £0.358                  | 1989  | £0.176                  | 1999  | £0.123                  | 2009  | £0.0952                 |
| 1980  | £0.303                  | 1990  | £0.161                  | 2000  | £0.119                  | 2010  |                         |

## سعر الصرف
بإمكان بيع وشراء الجنيه الإسترليني في أسواق العملات في جميع أنحاء العالم، وتتقلب قيمته بالنسبة إلى العملات الأخرى تبعا لذلك. وقد كان من بين وحدات العملة الأعلى قيمة في العالم. وفي 20 مارس 2011، كان 1£ بوازي 1,62$، 1,14€، 131¥، 1,46 فرنك سويسري، 1,63 دولار أسترالي، 1,60 دولار كندي.

## الاحتياطي
تستخدم بعض الدول والأفراد حول العالم الإسترليني في احتياطي العملة، وهو الآن في المركز الثالث في القيمة الاحتياطية.
| ع ن ت         | '95 | '96   | '97   | '98   | '99   | '00   | '01   | '02   | '03   | '04   | '05   | '06   | '07   | '08   | '09   |
| دولار أمريكي  | 59.0% | 62.1% | 65.2% | 69.3% | 70.9% | 70.5% | 70.7% | 66.5% | 65.8% | 65.9% | 66.4% | 65.7% | 64.1% | 64.1% | 62.2% |
| يورو          | |       |       |       | 17.9% | 18.8% | 19.8% | 24.2% | 25.3% | 24.9% | 24.3% | 25.2% | 26.3% | 26.4% | 27.3% |
| جنيه استرليني | 2.1% | 2.7%  | 2.6%  | 2.7%  | 2.9%  | 2.8%  | 2.7%  | 2.9%  | 2.6%  | 3.3%  | 3.6%  | 4.2%  | 4.7%  | 4.0%  | 4.3%  |
| ين ياباني     | 6.8% | 6.7%  | 5.8%  | 6.2%  | 6.4%  | 6.3%  | 5.2%  | 4.5%  | 4.1%  | 3.9%  | 3.7%  | 3.2%  | 2.9%  | 3.1%  | 3.0%  |
| مارك ألماني   | 15.8% | 14.7% | 14.5% | 13.8% |       |       |       |       |       |       |       |       |       |       |       |
| فرنك فرنسي    | 2.4% | 1.8%  | 1.4%  | 1.6%  |       |       |       |       |       |       |       |       |       |       |       |
| فرنك سويسري   | 0.3% | 0.2%  | 0.4%  | 0.3%  | 0.2%  | 0.3%  | 0.3%  | 0.4%  | 0.2%  | 0.2%  | 0.1%  | 0.2%  | 0.2%  | 0.1%  | 0.1%  |
| آخرون         | 13.6% | 11.7% | 10.2% | 6.1%  | 1.6%  | 1.4%  | 1.2%  | 1.4%  | 1.9%  | 1.8%  | 1.9%  | 1.5%  | 1.8%  | 2.2%  | 3.1%  |
|               | المصادر: 1995-1999, 2006-2009 IMF ص‌ن‌د: تشكيلة عملات احتياطيات النقد الأجنبي الرسمية Sources: 1999-2005 ECB: تراكم احتياطيات العملة الصعبة |       |       |       |       |       |       |       |       |       |       |       |       |       |       |

## وصلات خارجية
- المسكوكات البريطانية (كتالوج ومعرض)
- العملات الورقية من المملكة المتحدة (بالإنجليزية) (بالألمانية)